# Polatuchy
Polatuchy (Pteromyini) – plemię gryzoni z podrodziny wiewiórek (Sciurinae) w obrębie rodziny wiewiórkowatych (Sciuridae). Są również nazywane latającymi wiewiórkami. Plemię liczy 42 gatunki, z których największym przedstawicielem jest Eupetaurus cinereus.

## Występowanie
Polatuchy zasiedlają lasy mieszane i iglaste Europy wschodniej i północnej, Azji oraz Ameryki Północnej. Jeszcze w XIX w. przedstawiciel plemienia występował również w Polsce (w Puszczy Białowieskiej).

## Charakterystyka
Polatuchy nie latają aktywnie jak ptaki czy nietoperze, wykonują natomiast lot ślizgowy na odległość nawet 80 metrów. Wykorzystują do tego błony lotne rozpostarte między kończynami. Są zwierzętami nocnymi.

## Systematyka
Do plemienia należą następujące występujące współcześnie rodzaje:
- Eoglaucomys A.H. Howell, 1915 – lasolotka – jedynym przedstawicielem jest Eoglaucomys fimbriatus (J.E. Gray, 1837) – lasolotka kaszmirska
- Glaucomys O. Thomas, 1908 – assapan
- Iomys O. Thomas, 1908 – latawiórka
- Priapomys Li Quan, Cheng Feng, S.M. Jackson, K.M. Helgen, Song Wenyu, Liu Shaoying, Sanamxay, Li Song, Li Fei, Xiong Yu, Sun Jun, Wang Hongjiao & Jaing Xuelong, 2021 – jedynym przedstawicielem jest Priapomys leonardi (O. Thomas, 1921)
- Hylopetes O. Thomas, 1908 – drzewolotka
- Petaurillus O. Thomas, 1908 – wiórolotka
- Olisthomys T.D. Carter, 1942 – jedynym przedstawicielem jest Olisthomys morrisi (T.D. Carter, 1942)
- Petinomys O. Thomas, 1908 – przelatucha
- Pteromys G. Cuvier, 1800 – polatucha
- Aeromys H.C. Robinson & Kloss, 1915 – wiewiórolot
- Biswamoyopterus Saha, 1981 – nocowiórek
- Eupetaurus O. Thomas, 1888 – wełnolot
- Pteromyscus O. Thomas, 1908 – sundalot – jedynym przedstawicielem jest Pteromyscus pulverulentus (A. Günther, 1873) – sundalot przydymiony
- Belomys O. Thomas, 1908 – stopowłos – jedynym żyjącym współcześnie przedstawicielem jest Belomys pearsonii (J.E. Gray, 1842) – stopowłos górski
- Aeretes G.M. Allen, 1940 – bruzdowiórek – jedynym żyjącym współcześnie przedstawicielem jest Aeretes melanopterus (A. Milne-Edwards, 1867) – bruzdowiórek chiński
- Trogopterus Heude, 1898 – zębowiór – jedynym żyjącym współcześnie przedstawicielem jest Trogopterus xanthipes (A. Milne-Edwards, 1867) – zębowiór chiński
- Petaurista Link, 1795 – wielkolot

Opisano również szereg rodzajów wymarłych:
- Albanensia Daxner-Höck & Mein, 1975[21]
- Aliveria De Bruijn, Van der Meulen & Katsikatsos, 1980[22]
- Blackia Mein, 1970[23] – jedynym przedstawicielem był Blackia miocaenica Mein, 1970
- Forsythia Mein, 1970[24] – jedynym przedstawicielem był Forsythia gaudryi (Gaillard, 1899)
- Hylopetodon Qiu Zhuding, 2002[25] – jedynym przedstawicielem był Hylopetodon dianensis Qiu Zhuding, 2002
- Miopetaurista Kretzoi, 1962[26]
- Neopetes Daxner-Höck, 2004[27]
- Oligopetes Heißig, 1979[28]
- Parapetaurista Qiu Zhuding & Liu Yipu, 1986[29] – jedynym przedstawicielem był Parapetaurista tenurugosa Qiu Zhuding & Liu Yipu, 1986
- Petauria Dehm, 1962[30]
- Petauristodon Engesser, 1979[31]
- Pliopetaurista Kretzoi, 1962[32]
- Pliopetes Kretzoi, 1959[33] – jedynym przedstawicielem był Pliopetes hungaricus Kretzoi, 1959
- Sarybulakia Shevyreva & Baranova, 2003[34] – jedynym przedstawicielem był Sarybulakia nessovi Shevyreva & Baranova, 2003